# Ptyelus porrigens
Ptyelus porrigens är en insektsart som beskrevs av Walker 1858. Ptyelus porrigens ingår i släktet Ptyelus och familjen spottstritar. Inga underarter finns listade i Catalogue of Life.